# Елсі (Мічиган)
Елсі (англ. Elsie) — селище (англ. village) в США, в окрузі Клінтон штату Мічиган. Населення — 930 осіб (2020).

## Географія
Елсі розташоване за координатами 43°5′21″ пн. ш. 84°23′19″ зх. д. / 43.08917° пн. ш. 84.38861° зх. д. (43.089262, -84.388514).  За даними Бюро перепису населення США в 2010 році селище мало площу 3,11 км², з яких 3,01 км² — суходіл та 0,10 км² — водойми.

## Демографія
Згідно з переписом 2010 року, у селищі мешкало 966 осіб у 392 домогосподарствах у складі 256 родин. Густота населення становила 311 особа/км².  Було 421 помешкання (135/км²).
Расовий склад населення:
| - 97,3 % — білих - 0,6 % — корінних американців - 0,4 % — чорних або афроамериканців - 0,1 % — азіатів |

До двох чи більше рас належало 0,6 %. Частка іспаномовних становила 2,4 % від усіх жителів.
За віковим діапазоном населення розподілялося таким чином: 25,5 % — особи молодші 18 років, 58,2 % — особи у віці 18—64 років, 16,3 % — особи у віці 65 років та старші. Медіана віку мешканця становила 39,7 року. На 100 осіб жіночої статі у селищі припадало 94,8 чоловіків;  на 100 жінок у віці від 18 років та старших — 92,0 чоловіків також старших 18 років.
Середній дохід на одне домашнє господарство  становив 47 152 долари США (медіана — 41 250), а середній дохід на одну сім'ю — 57 087 доларів (медіана — 52 969). Медіана доходів становила 30 417 доларів для чоловіків та 26 477 доларів для жінок. За межею бідності перебувало 12,2 % осіб, у тому числі 20,2 % дітей у віці до 18 років та 7,4 % осіб у віці 65 років та старших.
Цивільне працевлаштоване населення становило 411 осіб. Основні галузі зайнятості: освіта, охорона здоров'я та соціальна допомога — 22,6 %, виробництво — 19,2 %, роздрібна торгівля — 14,8 %, мистецтво, розваги та відпочинок — 12,7 %.